# Тур, Прамудья Ананта
Прамудья Ананта Тур (индон. Pramoedya Ananta Toer, 6 февраля 1925 — 30 апреля 2006) — индонезийский писатель. Один из представителей движения «Поколение-45»; с середины 1950-х годов член Лекры.

## Биография
Прамудья Ананта Тур родился в 1925 году в провинциальном городе Блоре на севере острова Ява.
Его отец был учителем и директором частной школы в Блоре, являлся владельцем большой по тем временам библиотеки, из-за чего Тур с детства пристрастился к чтению.
После учёбы в школе Тур уехал в Сурабаю изучать радиодело.

Незадолго до приезда Тура в Сурабае произошли крупные стачки железнодорожников и рабочих-металлистов (работников металлообрабатывающей промышленности). Тур не желал быть в стороне от событий и бросает учёбу, уезжая в Джакарту заниматься журналистикой.
Годы японской оккупации застали его в Джакарте, где он жил у своего дяди — журналиста Мудигдо. В этом доме нередко собирались джакартские журналисты и писатели. Часами беседовали они о судьбах индонезийской литературы, обсуждали военные события и политические новости. Здесь будущий писатель впервые услышал имя Горького, произведения которого переводил впоследствии на индонезийский язык.
После провозглашения независимости в 1945 году он участвует в национально-освободительной борьбе против колонизаторов, сражаясь в одном из партизанских отрядов. Но  борьба завершилась подписанием кабальных соглашений и вызвала дальнейшую контрреволюцию.
В 1947—1949 годах был репрессирован голландской военной администрацией. За 2,5 года в тюрьме Букит Дури написал сборники рассказов «Брызги революции», «Рассвет» (оба опубл. в 1950), двухтомное произведение «Искалеченные души» (1951), романы «Преследование», «Семья партизан» (оба опубликованы в 1950 г.), «На берегу реки Бекаси» (1947). Всем его произведениям присущ глубокий гуманизм. Книги его дышат горячим протестом против войны, против тех бедствий, которые она несет людям. Он выступает против колониального гнета, против социальной несправедливости, против пережитков чуждой идеологии в современном индонезийском обществе
В дальнейшем создал сборники рассказов, в которых усиливается социально-критическое начало: «Это не ярмарка» (1951), «Рассказы о Блоре» (1952), «Рассказы о Джакарте» (1957), роман «Коррупция» (1954). Перевёл на индонезийский язык произведения русских и советских писателей («Мать» М. Горького, «Повесть о настоящем человеке» Б. Н. Полевого, переводил Льва Толстого, Куприна, Шолохова и других.
В 1958 году участвовал в работе Конференции писателей стран Азии и Африки в Ташкенте.Осенью 1960 года совершил большую поездку по Советскому Союзу и странам народной демократии.
В результате антикоммунистических репрессий в середине 1960-х годов Тур был арестован. С 1965 по 1979 год находился в лагере заключённых на острове Буру. После освобождения опубликовал несколько исторических романов, в том числе тетралогию — «Мир человеческий» (1980; русский перевод 1986), «Сын всех народов» (1980), «Следы шагов» (1985), «Стеклянный дом» (1988), а также автобиографическую повесть «Тихие песни немого» (1995), основанную на письмах, которые он писал с Буру своёй дочери (она не получила ни одного). Произведения Тура переведены на 28 языков мира.

Тетралогия П. А. Тура, выпущенная в Малайзии

Похоронен на джакартском кладбище Карет Бивак.

## Награды
- Премия Рамона Магсайсая  (1995)
- Азиатская премия культуры Фукуока (2000)
- Премия Союза писателей Норвегии (2004)

Неоднократно выдвигался на Нобелевскую премию c 1981 г..

Тур в лагере заключённых на острове Буру

## Цитата
«Лучшее время в жизни человека — это время, когда он может наслаждаться свободой, которой добился сам»

## Публикации на русском языке
- Тур, Прамудья Ананта. «О том, что прошло» и другие новеллы: из цикла «Рассказы о Блоре» / Пер. Роно Семаун. — М.: Издательство иностранной литературы, 1957.
- Тур, Прамудья Ананта. Это было в Южном Бантене. / Пер. В. Островского — М.: Издательство иностранной литературы, 1961.
- Тур, Прамудья Ананта. На берегу реки Бекаси / Пер. В. Цыганов. — М.: Государственное издательство художественной литературы, 1965.
- Тур, Прамудья Ананта. Предавшие себя; Инем; Жизнь без надежд; Улица Курантил, 28 / Пер. Р. Семауна и М. Климовой // Избранные произведения писателей Юго-Восточной Азии. — М.: Художественная литература, 1979, с. 227-265.
- Тур, Прамудья Ананта. Семья партизан: повесть / Пер. Б. Парникель, А. Оглоблин // Красные листья. Восточный альманах. Выпуск 8. — М.: Художественная литература, 1980.
- Тур, Прамудья Ананта. Мир человеческий: роман / Пер. с индонез. Е. Руденко; предисл. Вил. Сикорского. — М.: Радуга, 1986.